# Spyro: Enter the Dragonfly
Spyro: Enter the Dragonfly — четвёртая игра в серии Spyro, разработанная Check Six Games для PlayStation 2 и Equinoxe для GameCube, которые издавалась компанией Universal Interactive Studios. Это первая игра из серии Spyro the Dragon, которую выпустили на консоль шестого поколения, а также первая игра, в разработке которой не принимала участия Insomniac Games.

## Сюжет
Приключения Спайро начинаются вскоре после событий Spyro: Year of the Dragon. Драконы празднуют фестиваль Года Драконов и готовы дать вылупившимся драконам их стрекоз, однако появляется Рипто. Рипто хочет захватить всех стрекоз, без которых новорожденные драконы бы ослабли, однако ошибается с заклинанием и стрекозы разлетаются по всему миру драконов. Спайро поручается вернуть всех стрекоз.

## Игровой процесс
Игра не сильно отличается от своей предшественницы. Многие навыки у Спайро сохранились из прошлой игры.
- Таран рогами.
- Удар рогами в прыжке.
- Парение.
- Лазанье по лестницам.

Впервые Спайро может владеть не только огненным дыханием, но и:
- Пузырьковым. Оно помогает ловить стрекоз.
- Электрическим — используется для активации механизмов.
- Ледяным.

Эти дыхания приобретаются Спайро благодаря нахождению «рун» в различных мирах.

## Персонажи
В игре встречаются старые персонажи.
- Спайро — главный герой игры.
- Спаркс — его вечный друг и показатель здоровья.
- Ведьма Бьянка — волшебница, появляется ненадолго.
- Хантер (Охотник) — гепард и друг Спайро. Появляется на дополнительных уровнях.
- Манибэг (Толстосум) — медведь, который один раз требует драгоценные камни за свою помощь.
- Фея Зоя — всегда готова сохранить Спайро в том месте, где он находится.
- Рипто — главный антагонист игры.

Так же в игре встречаются маленькие дракончики которые просят помощи Спайро.

## Разработка
Несмотря на масштаб игры (9 уровней, 90 стрекоз, 7000 кристаллов), Universal Interactive Studios поставили жёсткий дедлайн на зиму 2002 года, что отрицательно сказалось на качестве игры (рассинхронизация изображения и звука, долгое время загрузки, графические артефакты и так далее). Когда на экране находилось много овец или движущихся персонажей, а также во время бега или полёта, происходило снижение кадровой частоты, несмотря на то, что качественного скачка в графике, уровнях и количестве врагов по сравнению с предыдущими играми не произошло.

## Критика
| Сводный рейтинг    | Сводный рейтинг | Сводный рейтинг |
| Издание            | Оценка          | Оценка          |
| Издание            | GC              | PS2             |
| ------------------ | --------------- | --------------- |
| GameRankings       | 47,76 %         | 55,58 %         |
| Metacritic         | 48/100          | 56/100          |
| Иноязычные издания |                 |                 |
| Издание            | Оценка          | Оценка          |
| Издание            | GC              | PS2             |
| GameSpot           | 3,2/10          | 2,8/10          |
| IGN                |                 | 6,0/10          |

Spyro: Enter Dragonfly получила смешанные отзывы критиков, средний балл на сайтах GameRankings и Metacritic составляет 55,58 % и 56 из 100 соответственно. IGN дал игре 6/10, описав игру как «копия предыдущих игр, шаг вбок или назад, но не вперёд».
Бен Кошима, из Nintendo World Report, отмечает проблемы с управлением, а рецензент GamersHell писал: «Давайте сначала вспомним некоторые базовые знания из школы: звуки, которые происходят дальше от вас — более тихие, чем звуки которые рядом с вами. В Спайро что-то пошло совсем не так с системой позиционирования звука. Звуки издалека часто звучат… как прямо перед вами. Озадаченные этим вы будете ожидать врагов рядом с вами, даже если их там нет».